# Army of New Mexico
Het Army of New Mexico, ook gekend als de Sibley Brigade, was een klein leger van de Geconfedereerde Staten van Amerika tijdens de Amerikaanse Burgeroorlog. Het leger opereerde in Confederate Arizona en de New Mexico Territory tijdens de Veldtocht in New Mexico eind 1861, begin 1862. Daarna werd het overgebracht naar Louisiana. 
In 1861 had John B. Baylor na de Eerste Slag bij Mesilla al vaste voet gekregen in Confederate Arizona. Nu was de hoofdopdracht om de resterende forten in Noordelijke handen te veroveren en de New Mexico Territory binnen te vallen. Het leger hoopte om de goud- en zilvermijnen te bemachtigen om zo de oorlog te financieren. Uiteindelijk werden de Zuidelijke plannen getorpedeerd na de Slag bij Glorieta Pass.

## Geschiedenis
Tijdens de zomer van 1861 formeerde brigadegeneraal Henry Hopkins Sibley een leger die gerekruteerd werd uit de oostelijke counties van Texas. Om zijn regimenten te vormen was Sibley oorspronkelijk van plan om de plaatselijke militie-eenheden te rekruteren. Toen hij de kwaliteit van deze eenheden met eigen ogen zag, besliste Sibley om deze eenheden niet te gebruiken en de rekruteringscampagne van nul te beginnen. Initieel werden er twee regimenten gevormd, de 4th en 5th Mounted Rifles, die telkens een batterij van houwitsers kregen. Het derde regiment, die het 7th Mounted Rifles werd genoemd, werd ingezet als garnizoen. De vrijwilligers brachten hun eigen wapens, paarden en dekens mee met een minimale inbreng van de depots van de overheid. Hierdoor was er een grote variatie aan wapens. Na hun basistraining in San Antonio werden de regimenten in oktober in kleinere detachementen naar Fort Bliss, bij El Paso gestuurd. Daar nam Sibley formeel het bevel op zich van alle Zuidelijke militaire eenheden in de Confederate Arizona territory. Toen alle eenheden zich hadden verzameld in Fort Bliss stuurde Sibley zijn leger naar Fort Thorn in New Mexico. Daar bleven ze een maand.
Midden februari 1862 kwam het leger in actie. Ze marcheerden in noordelijke richting om het vijandelijke Fort Craig aan te vallen. Toen Sibley’s leger op 13 februari arriveerde bij het fort probeerde hij eerst het garnizoen naar buiten te lokken om ze in het open veld te verslaan. Toen dit niet lukte, maakten de Zuidelijken een omtrekkende beweging om de aanvoerlijnen van het fort af te snijden. De bevelhebber van het Noordelijke fort, kolonel E.R.S. Canby volgde Sibley en viel hem aan bij Valverde Ford. Sibley, die ziek of dronken was, had het bevel overgedragen aan kolonel Thomas Green van het 5th Texas. De veldslag mondde al snel uit in een patstelling. Dit duurde tot in de late namiddag toen de Noordelijke linkerflank een tegenaanval uitvoerde tegen een Zuidelijke aanval. hierdoor ontstond een gat in de Noordelijke linies. Green voerde een charge uit op dit zwakke punt en verjoeg de Noordelijken over de Rio Grande. De zuidelijken veroverden vier kanonnen. Hoewel Canby de Slag bij Valverde had verloren, weigerde hij de overgave van het fort. Het fort kon niet gewapenderhand ingenomen worden. Sibley besliste om verder op te rukken in noordelijke richting. Hij stak de grens met de New Mexico Territory over en liet Canby in zijn achterhoede achter. Door de verliezen van paarden tijdens de slag diende het 4th Texas te voet verder te gaan. Ook een aantal bevoorradingswagens werden achtergelaten.
Sibley veroverde Albuquerque op 2 maart en Santa Fe op 13 maart maar kon de Noordelijke voorraden niet in handen krijgen. De Zuidelijken moesten hierdoor van het land leven. Dit was onvoldoende om aan de behoeften te voldoen. Ze kwamen ook regelmatig in conflict met de lokale bewoners die hun voorraden niet wilden afstaan. Sibley vestigde zijn hoofdkwartier in Albuquerque. Hij stuurden een detachement onder leiding van majoor Charles Pyron naar Apache Canyon om vandaar uit eventuele Noordelijke bewegingen in de gaten te houden langs de Santa Fe trail. Een tweede detachement werd naar het zuiden gestuurd om Canby in de gaten te houden. Ondertussen rukte de hoofdmacht onder leiding van luitenant-kolonel William R. Scurry op naar het noorden om zich aan te sluiten bij Pyron. Vanuit Fort Union stuurden de Noordelijke een detachement, onder leiding van kolonel John P. Slough naar het zuiden. Hun voorste eenheden botsten op Pyron op 26 maart.  De Zuidelijken dienden zich terug te trekken. Ondertussen was Scurry gearriveerd en hield hij zijn strijdmacht klaar om een Noordelijke aanval op te vangen. Op 28 maart vond de Slag bij Glorieta Pass plaats waarbij Scurry er slaagde om de Noordelijken terug te drijven over de pas. De Noordelijken hadden ondertussen ongezien een detachement de vijand laten flankeren. Ze slaagden erin om de Zuidelijke bagagetrein te vernietigen.
Toen Canby het goede nieuws ontving, rukte hij in noordelijke richting om om Sibley’s leger in de tang te nemen met Sloughs eenheden. Door een gebrek aan munitie en eten trok Sibley zich terug naar Albuquerque met minder dan 2.000 soldaten. Tijdens de Zuidelijke terugtocht vond er nog één veldslag plaats bij Peralta. Op 15 april probeerde Canby een deel van het Zuidelijke leger af te snijden en gevangen te nemen. Het Zuidelijke leger had stellingen ingenomen in de huizen en aansluitende grachten in het stadje. Canby wou geen frontale aanval riskeren en maakte een omtrekkende beweging om hun de weg te versperren. Sibley keerde zich met het 5th en 7th Texas om en probeerde de ingesloten eenheden ter hulp te schieten. De aanval van Canby werd gedwarsboomd. Beide zijden beschoten elkaar langdurig met hun artillerie tot een opkomende zandstorm de Zuidelijken de tijd gaf om hun verder terug te trekken. The Confederates were forced to abandon eight howitzers and leave dozens of wounded behind during their retreat. A small rear was left to guard at Fort Thorn in New Mexico, but this also had to retreat in early July, due to advancing Union forces from California. During the campaign, the army lost approximately a thousand men, nearly half of which were missing or captured.
Het Army of New Mexico werd daarna nog naar Louisiana gestuurd waar ze ingezet werden tijdens de Red Riverveldtocht. Sibley werd ontgeven van zijn commando na openbare dronkenschap. Hij kreeg de verantwoordelijkheid over logistieke eenheden. De kanonnen die veroverd werden bij Valverde werden bemand door soldaten van de 5th Texas en opgedoopt tot de Valverde Battery.

## Samenstelling
Het leger werd aangevoerd door brigadegeneraal Henry H. Sibley en telde ongeveer 2.500 soldaten. Naast de drie regimenten van bereden infanterie werd het leger aangevuld met andere eenheden terwijl de operaties vorderden.

### 4th Texas Mounted Rifles
- Kolonel James Riley, luitenant-kolonel William R. Scurry,[20] Majoor Henry Raguet (gewond bij  Valverde)
  - Company A: Kapitein William Polk Hardeman
  - Company B: Kapitein Andrew Scarborough
  - Company C: Kapitein George Hampton
  - Company D: Kapitein Charles Leseur
  - Company E: Kapitein Charles Buckholts
  - Company F: Kapitein James Crosson
  - Company G: Kapitein Marinus van den Heuvel (gedood bij Valverde)
  - Company H: Kapitein William Alexander
  - Company I: Kapitein David Nunn
  - Company K: Kapitein William Foard

### 5th Texas Mounted Rifles
- Kolonel Thomas Green,[21] Luitenant-kolonel Henry McNeill, majoor Samuel Lockridge (gedood bij Valverde), majoor John Shropshire (gedood bij Glorieta Pass)
  - Company A: Kapitein John Shropshire (gepromoveerd tot major na Valverde)[22]
  - Company B: Kapitein Willis Lang
  - Company C: Kapitein Denman Shannon
  - Company D: Kapitein Dan Ragsdale
  - Company E: Kapitein Hugh McPhaill
  - Company F: Kapitein George W. Campbell
  - Company G: Kapitein Jerome McGown
  - Company H: Kapitein Reddin Pridgen
  - Company I: Kapitein Ira Killough
  - Company K: Kapitein Charles Jordan

### 7th Texas Mounted Rifles
- Kolonel William Steele
  - Company C: Kapitein Hiram Mack Burrows
  - Company D: Kapitein William H. Cleaver
  - Company E: Kapitein Dr. William L. Kirksey
  - Company G: Kapitein Horatio White Fisher
  - Company K: Kapitein Thomas Orville Moody
- Advance battalion – Luitenant-kolonel John Sutton (gedood bij Valverde), majoor Powhatan Jordan
  - Company A: Kapitein Powhatan Jordan (gepromoveerd tot majoor), eerste luitenant Alfred Sturgis Thurmond
  - Company B: Kapitein Gustav Hoffmann
  - Company F: Kapitein James Wiggins
  - Company H: Kapitein Isaac Adair
  - Company I: Kapitein James Gardner (gewond bij Valverde), eerste luitenant William B. Key

### Battalion, 2nd Texas Mounted Rifles
- Majoor Charles L. Pyron
  - Company B: Luitenant William Jett
  - Company D: Kapitein James Walker
  - Company E: Kapitein Ike Stafford

### Provisional artillery battalion
- Majoor Trevanion Teel[23]
  - Battery, 2nd Texas Mounted Rifles - Luitenanten Joseph H. McGinnis en Jordon H. Bennett
  - Battery, 4th Texas Mounted Rifles - Luitenant John Relly
  - Battery, 5th Texas Mounted Rifles - Luitenant William Wood

### Eenheden uit Arizona
- Company A, Baylor's Arizona Regiment - Kapitein Sherod Hunter
- Arizona Rangers - Kapitein George Frazier
- Brigands - Kapitein John Phillips
- San Elizario Spy Company - Luitenant Lemuel Nicholson, daarna kapitein Bethel Coopwood, kreeg de pokken bij het begin van de operaties.
- 1st Arizona Mounted Rifles Battalion – Luitenant-kolonel Philemon T. Herbert